# 突貫小僧
《突貫小僧》（日语：／ Tokkankozou）是日本導演小津安二郎的第十二部電影作品。故事靈感來自歐亨利的短篇小說《紅酋長的贖金》，劇中描述綁匪綁架小孩後卻反被小孩欺負，最後落荒而逃。本劇的原作者「野津忠二」為野田高梧、小津安二郎、大久保忠素、池田忠雄的共同筆名，據說只花了三天就拍好這部片子。1929年上映，黑白默片，原片長三十八分鐘，現存殘本雖然僅剩十八分鐘，但仍可看出全劇的重要脈絡。

## 工作人員名單
原作：野津忠二（野田高梧、小津安二郎、大久保忠素、池田忠雄）

編劇：池田忠雄

攝影：野田昊

## 演員名單
綁架犯文吉：齋藤達雄飾

鐵坊：青木富夫飾

頭目權寅：坂本武飾

## 劇情內容
「今天，正是個綁架的好日子。」
想要綁架小孩來勒索家長的文吉心裡這麼想，來到一個有小孩子玩樂的住宅區，小孩們碰巧在玩捉迷藏。文吉見到一個叫鐵坊的小孩在找地方躲，就告訴他：「叔叔帶你去一個大家都找不到的地方」，把鐵坊給拐走了。
不料鐵坊並不是文吉想像中聽話的肉票，才走沒多久，就鬧著要吃東西。文吉買東西給他吃，他又得寸進尺要求買糖果玩具。兩人來到車站，文吉怕被站長發現是綁票犯，便對鐵坊的舉動都萬分容忍。好不容易回到住所，頭目權寅很高興的把鐵坊叫到跟前，但是鐵坊卻對他惡作劇起來，包括拿玩具槍與塑膠弓箭射他，打翻他珍藏的好酒等等。權寅最後實在受不了吵鬧的鐵坊，便叫文吉把他送走。
文吉把鐵坊送回了還在玩捉迷藏的小孩那裡，本來想偷偷摸摸就走掉的，但是鐵坊這時卻大聲告訴他的同伴：「跟你們說，那個叔叔是好人喔！這些玩具都是他買給我的耶！」。小孩們聽到鐵坊這樣說，都高興得追著文吉要求買東西，嚇得文吉不得不落荒而逃。
1. ↑  松竹株式会社（編） (编). . 講談社+α文庫 初版第2刷. 東京: 講談社. 2002-12-20: 237ページ. ISBN 4-06-256680-X （日语）.
2. ↑  . おもちゃ映画ミュージアム. 2016-09-07  [2021-10-01]. （原始内容存档于2022-03-11） （日语）.